# ラブぱに
『ラブぱに』は、八神千歳による日本の漫画作品。
小学館の漫画雑誌『ちゃおデラックス』2006年4月号（春の超大増刊号）から連載（ただし休載期間あり）され、長期休載。2012年8月号 （夏の超大増刊号）に読み切りを掲載し、以後音沙汰なしだが、2013年にノベライズが発売されている。

## あらすじ
桜の花が散る季節に知り合い、付き合い始めたもえと秀徳。それから1年経ち、秀徳はすっかりもえに骨抜きになり、もえは秀徳にちょっとついて行けない。そんな2人の恋を描く。

## 登場人物
小西 もえ （こにし もえ）
本作の主人公。女子校育ちであまり男性になれていない高校生。
初めての恋人である秀徳に振り回されながらも、彼をしばしば不安に陥れる。留加という年の離れたいとこがいる。
秀徳（ひでのり）
もえの恋人で、モデル業をこなしている。フルネームは不明。
職業意識が高い一方で、時間をやりくりしてはもえの元に駆けつける。もえに対しては「自分」を崩しているが、本人は「もえの前の自分こそ本当の自分」と発言。智徳という兄がいる（後述）。
美咲（みさき）
フルネームは不明。
もえの大の親友だが、もえと秀徳の関係に関しては｢バカップル｣とあきれ返っている。後に水原という恋人が出来た。
武藤 亜也（むとう あや）
秀徳の事務所の先輩モデル。
少し強引なところがあり、秀徳を極端にライバル視する。
水原（みずはら）
美咲の恋人。フルネームは不明。泉山高校のバスケットボール部員。
美咲よりは高いものの、男子の中では身長が低いのをかなり気にしている。
智徳（とものり）
秀徳の兄。フルネームは不明。
顔は秀徳とよく似ているが、どこかおたく臭い雰囲気の持ち主。成人向け漫画の執筆を生業としている。
本田カオル（ほんだ かおる）
人気モデルだが、実は女装した男。
さらにゲイであり、秀徳に好意を持っているため、もえを嫌っている。
大場大介（おおば だいすけ）
秀徳の事務所の後輩。
カオルと同じくゲイで、秀徳に一目惚れした。もえを羨んでいる。

## 書誌情報
作：八神千歳 『ラブぱに』 小学館 〈ちゃおコミックス〉　2011年9月現在既刊4巻。
1. 2007年2月1日第1刷発売[1] ISBN 978-4-09-130816-0
2. 2007年11月29日第1刷発売[1] ISBN 978-4-09-131267-9
3. 2009年7月1日第1刷発売[1] ISBN 978-4-09-132640-9
4. 2010年11月29日第1刷発売[1] ISBN 978-4-09-133444-2
  - 第4巻にはカノジョ×コイビト前後編を併録。

原作･イラスト：八神千歳、著：宮沢みゆき 『ラブぱに～エンドレス・ラバー～』 小学館 〈小学館ジュニア文庫〉全1巻
- 2013年2月20日第1刷発売 ISBN 978-4-09-230735-3

## 単行本未収録
- ラブぱに〜秀徳の・・変身大作戦!〜（2012年『ちゃおデラックス』夏の超大増刊号）